# Konzerva za všechny prachy
Konzerva za všechny prachy (v anglickém originále A Fishful of Dollars) je šestá epizoda první série seriálu Futurama. Poprvé byla vysílána 27. dubna 1999 stanicí Fox. V této epizodě se objevila Pamela Anderson jako konzervovaná hlava ve sklenici.

## Děj
Posádka Planet Expressu se vydá do místního nákupního centra, kde se Fry snaží koupit značkové slipy Bleskovy, které se mu zdají ve snech. Jenže je na mizině a tak si je nemůže dovolit. Současně se Bender dostal do problémů, kvůli kleptomanii, a je kvůli tomu zavřen do vězení. Leela, Fry a Amy shání peníze na jeho kauci. Jenže to co vyberou nestačí na kauci. Fry si vzpomene, že již měl ve 20. století bankovní účet. Překvapivě, banka zůstala ve svém podnikání, a stále má své platební terminály na karty. Jeho zůstatek na účtu byl v roce 2000 93 centů. Za 1000 let při roční úrokové sazbě, které rok co rok stoupaly, jsou na jeho kontě 4 miliardy dolarů. Fry okamžitě začne skupovat artefakty z 20. století (byt s azbestem, dřevěnou podlahu, TV se slabým rozlišením, kostru Ted Dansona, videokazety se sitcomy a klasickou hudbu). V pizzerii si chce objednat pizzu s ančovičkami, jenže se od profesora Farnswortha dozvídá, že byly kompletně vyloveny v roce 2200 Zoidbergovou rasou.
Máma chce získat poslední konzervu ančoviček pro sebe, protože představuje potenciální zdroj oleje, který jí může trvale vyřadit z podnikání s Máminým staromódním roboolejem, a tak se na aukci pře s Fryem o poslední balení. Aukci nakonec vyhraje Fry za 50 milionů dolarů a tak připraví Fryovi pomstu, čímž ho připraví o všechny peníze. Tím, že udělá falešný sen o roce 1999, kde ho herečka z 20. století (Pamela Andersonová) požádá o sýrovou pizzu s limonadou. Cena pizzy a limonády je stejná, jako Fryův pin od kreditky, a tak přijde o všechno. Máma navštíví Frye a snaží se ho přimět, aby ančovičky prodal, ale uvědomí si, že Fry je má v úmyslu sníst a rozdělit je mezi přátelé. Fryovi hrozně chutnají, ale ostatní je plivou kromě Zoidberga, který jich chce čím dál tím víc, víc, víc, ale už nejsou.

## Postavy
- Philip J. Fry
- Turanga Leela
- Bender
- profesor Hubert J. Farnsworth
- Amy Wongová
- Maminka
- Pamela Anderson